# Los extremeños se tocan
Los extremeños se tocan es una obra de teatro de Pedro Muñoz Seca y Pedro Pérez Fernández, estrenada en el Teatro de la Comedia de Madrid el 17 de diciembre de 1926. Definida como Opereta en tres actos, pero sin música.

## Argumento
Marcelino es un extremeño de pro que vive empobrecido en Madrid junto a su esposa Fausta y su hija Alegría. Su compadre Pancorbo aprovecha la fecha de nacimiento de Marcelino para tramar un timo al millonario Ali Benamal, un excéntrico turco que piensa que tiene un alter ego en algún lugar del mundo, y que nació en el mismo momento, es decir, el 11 de febrero de 1870.

## Representaciones destacadas
- Teatro (Estreno, 1926). Intérpretes: María Mayor, Eloísa Muro, Mercedes Muñoz Sampedro, Casimiro Ortas, Antonio Riquelme, Mariano Azaña, María Mayor.
- Teatro (Teatro Eslava, Madrid, 1959). Dirección: Luis Escobar Kirkpatrick. Intérpretes: Julia Caba Alba, José Orjas, Antonio Riquelme, Gracita Morales, Carmen Bernardos, Fernando Cebrián.
- Cine (España, 1970). Dirección: Alfonso Paso. Intérpretes: Antonio Garisa, Rafaela Aparicio, Andrés Pajares, Manuel Tejada.
- Televisión (El Teatro, Televisión española, 14 de septiembre de 1973). Intérpretes: José Bódalo, Ángel de Andrés, Queta Claver, Pedro Osinaga, Valeriano Andrés, Amparo Baró, Alfonso Lussón, Mariano Ozores.
- Televisión (Tarde de Teatro, Televisión española, 1986). Intérpretes: José María Escuer, Amparo Soto, Marisol Ayuso, José Lifante, Carlos Ballesteros, Antonio Vico.